# Турки ибн Абдалла Аль Сауд
Турки ибн Абдалла Аль Сауд (араб. الأمير تركي بن عبد الله آل سعود‎;  род. 21 октября 1971) — саудовский принц, член династии Аль Сауд.

## Биография

### Ранняя биография и образование
Принц Турки родился 21 октября 1971 года, в семье будущего короля Абдаллы и стал его седьмым сыном. Его матерью была Тати бинт Мишан Аль Фейсал Аль Джарба. У него старший родной брат принц Мишааль (род. 1970).
Он учился в Королевском воздушном колледже короля Фейсала. Затем отправился в США на авиабазу Лакленд в Техасе. Обучался на базе короля Фахда в Таифе. В дальнейшем учился в Великобритании, получил степень магистра в области военных наук.
Закончил также Уэльский университет как магистр в области стратегических исследований и Университет Лидса как кандидат наук в области международных стратегических исследований.

### Карьера лётчика
Он служил в Королевских ВВС Саудовской Аравии, как офицер и пилот реактивных самолётов. В октябре 1997 года получил звание капитана, затем подполковника, а в 2006 году стал полковником. Работал на авиабазе короля Абдул-Азиза в Дархане командиром эскадрильи в звании капитана.
В 2010 году стал командиром группы «Красный флаг-4»/

### Карьера губернатора
14 февраля 2013 года был назначен заместителем эмира Эр-Рияда, сменив Мухаммеда ибн Саада. Губернатором стал Халид ибн Бандар.
14 мая 2014 года был назначен губернатором.
29 января 2015 года его сменил Фейсал ибн Бандар, который стал новым губернатором.

### Арест
В ноябре 2017 года был арестован вместе со своими братьями и другими членами династии.

### Бизнес
Принц Турки имеет свой бизнес,соучредитель частной нефтяной компании PetroSaudi с 2005 года.
Также он является главой совета директоров Саудовского конного фонда, а также имеет несколько инвестиций в бизнес в Саудовской Аравии, в том числе Al Obayya Corp.

### Семья
С 14 января 2010 года женат на Хале бинт Халид , дочери Халида ибн Султана.